# Кларион (остров)
Кларион — один из островов группы Ревилья-Хихедо, являющийся самой западной точкой Мексики. На острове нет постоянного источника пресной воды, кроме того, местная флора и фауна сильно пострадали из-за завезённых домашних животных. На острове Кларион располагается военный гарнизон, состоящий из 9 человек.
На острове живут два вида ящериц, змеи, домашние животные, а также гнездятся несколько видов птиц.